# Słowa na K
Słowa na K (zapis stylizowany: słowa na K) – singel polskiej piosenkarki Sylwii Grzeszczak. Singel został wydany 18 czerwca 2025.
Kompozycja znalazła się na 8. miejscu listy OLiA, najczęściej odtwarzanych utworów w polskich rozgłośniach radiowych.

## Geneza utworu i historia wydania
Utwór napisali i skomponowali Marcin Piotrowski, Sylwia Grzeszczak i Jakub Galiński, który również odpowiada za produkcję utworu. Piosenkarka o singlu: 

»Słowa na K« to historia dziewczyny, która gubi się gdzieś pomiędzy tym, co powinna, a tym, co czuje. Wciągnięta w poszukiwanie »czegoś więcej« – emocji, spełnienia, siebie – pozwala się porwać chwili. Spotyka ludzi, z którymi rusza w podróż bez planu – za beztroską, śmiechem, małymi momentami, które smakują jak spełnione marzenia. To nie jest historia o napadzie. To droga. Znajomości bez słów, decyzje bez mapy. Opowieść o szukaniu sensu nie w wielkich gestach, ale w drobnych zdarzeniach – tych, które zostają w pamięci, choć wydają się niepozorne. [...]

Singel ukazał się w formacie digital download 18 czerwca 2025 w Polsce za pośrednictwem wytwórni płytowej SG Media w dystrybucji Warner Music Poland.

## „Słowa na K” w stacjach radiowych
Nagranie było notowane na 8. miejscu w zestawieniu OLiA, najczęściej odtwarzanych utworów w polskich rozgłośniach radiowych.

## Teledysk
Do utworu powstał teledysk w reżyserii Piotra Gromka i Macieja Olejniczaka, który udostępniono w dniu premiery singla za pośrednictwem serwisu YouTube.

## Lista utworów
- Digital download[3]

1. „Słowa na K” – 2:37

## Notowania

### Pozycja na liście airplay
| Kraj   | Lista (2025)                   | Najwyższa pozycja |
| ------ | ------------------------------ | ----------------- |
| Polska | OLiS – oficjalna lista airplay | 8                 |